# Xavier Orriols i Sendra

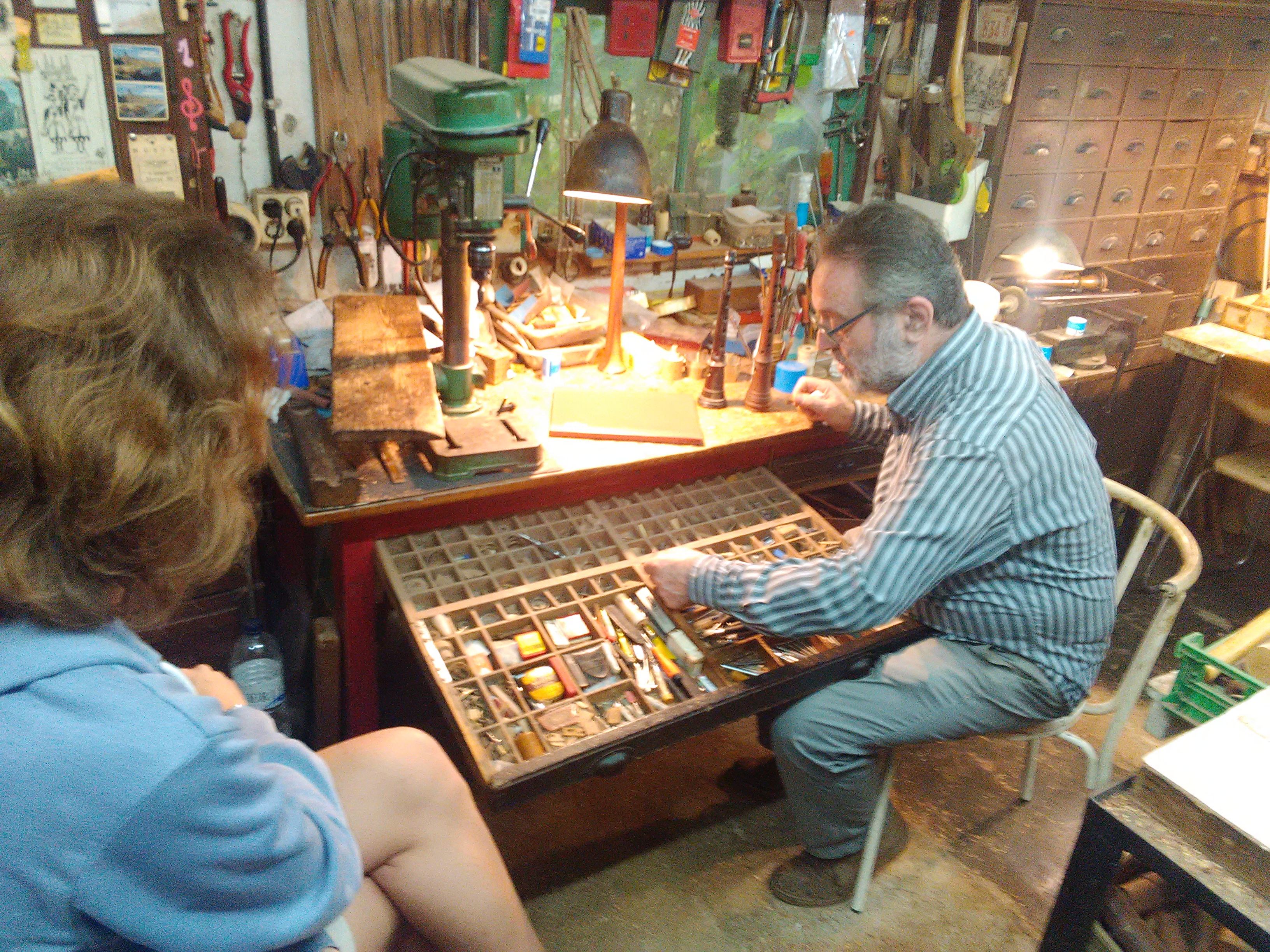
Xavier Orriols al seu taller

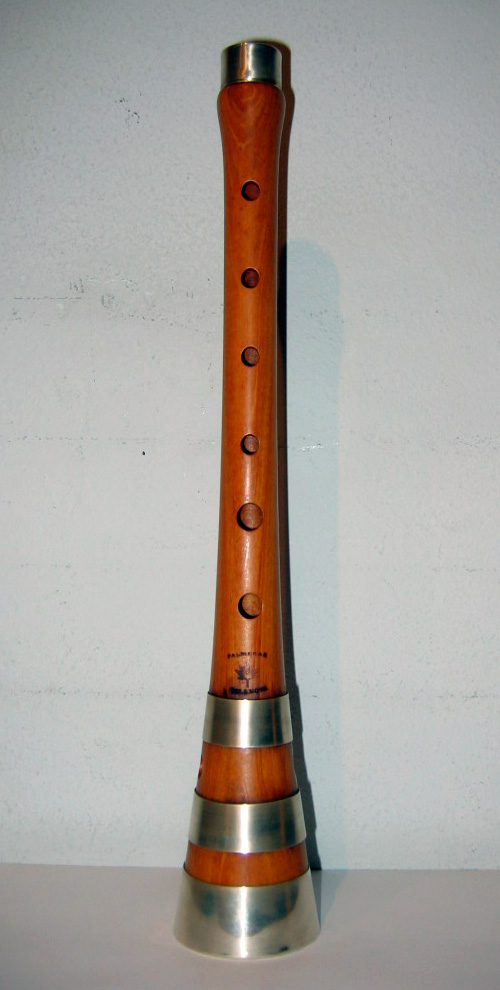
Gralla seca de cirerer amb tres argolles metàl·liques del lutier Xavier Orriols

Xavier Orriols i Sendra (Vilanova i la Geltrú, Garraf, 3 de juny de 1951) és un etnògraf, músic popular, lutier i estudiós de la cultura popular i tradicional. És membre i fundador dels Ministrers de la Vila Nova. Exercí de professor de l'Aula de Música Tradicional i Popular de la Generalitat i va ser membre del Consell de la Cultura Popular de Catalunya durant quinze anys. És col·laborador habitual en diaris i revistes especialitzades, tant a escala nacional com internacional, com també a la ràdio i la televisió, i ha publicat i col·laborat en diversos llibres relacionats amb aquests àmbits, especialment referents a l'etnomusicologia i l'organologia.
Feu els estudis de batxillerat a l'Escola Pia de Vilanova i la Geltrú, Enginyeria Tècnica a l'Escola d'Enginyeria Tècnica Industrial, també a Vilanova, i estudià solfeig al Conservatori Municipal de Música de Barcelona. El 1976 muntà l'obrador Palmerar on s'especialitzà en la construcció de gralles, sacs de gemecs i tarotes fonamentalment. Fundà i dirigí la revista Gralla (1976-1978, Vilanova) i ha estat comissari de les exposicions El Flabiol (1988), Gralles i grallers (1989) i El sac de gemecs a Catalunya (1990). Entre les diferents revistes on ha publicat es troben títols com Cultura, Revista d'Etnologia de Catalunya, Revista Musical Catalana, Reembres, Caramella, Quaderns de treball de Carrutxa o Descobrir Catalunya, i a les publicacions digitals La Xarxa de la Fundació Pere Tarrés i Festes.org.

## Obra publicada[3]
- Música popular a l'Arxiu de Santa Maria de la Geltrú. Vilanova i la Geltrú: Ed. Palmerar, 1985

- Antoni Urgellès i Granell: 1845-1897. Vilanova i la Geltrú: Ajuntament de Vilanova i la Geltrú, 1998
- El misteri del sonador de trompa. Vilafranca del Penedès: Vilatana, 2000 [Infantil]
- Per l'escala secreta: campanars i campanes a les valls d'Àneu. Esterri d'Àneu: Consell Cultural de les Valls d'Àneu, 2001
- Bastons a Vilanova. Vilanova i la Geltrú: El Cep i la Nansa, 2002
- Versets: música entre silencis. Barcelona: DINSIC, 2007 [música impresa]
- Música de Ministrers. Barcelona: DINSIC, 2014
- Entre el seny i la rauxa. Campanars i campanes al Pallars Sobirà: Juneda: Editorial Fonoll, 2014
- Cent anys de Neus de blancs relleus: els inicis de la festa. Autors: Francesca Roig i Xavier Oriols. Vilanova i la Geltrú: El Cep i la Nansa edicions, 2019